# Бирмингам (лек крайцер, 1936)
Вижте пояснителната страница за други значения на Бирмингам.
„Бирмингам“ (на английски: HMS Birmingham (C19)) е лек крайцер на Британския Кралски флот от времето на Втората световна война от първата серия крайцери тип „Таун“. Поръчан е на 1 март 1935 г. на корабостроителницата Devonport Dockyard в Плимът. Крайцерът, който е спуснат на вода на 1 септември 1936 г., става вторият кораб в Британския флот, който носи това име. Първият е крайцер от времето на Първата световна война. На 18 ноември 1937 г. строителството е завършено и корабът влиза в строй.
Девизът на кораба е Forward! (Напред!).

## История на службата

### Предвоенен период
След кратка служба в родните води, крайцерът е изпратен към Китайската станция. Началото на войната крайцерът посреща в състава на 5-а крайцерска ескадра от тази станция.

## Втора световна война
На 3 септември 1939 г. – началото на Втората световна война – крайцерът е базиран в Сингапур. В течение на септември – октомври изпълнява функции по защита на собственото корабоплаване в Индийския океан и Малакския пролив, едновременно опитвайки се да прихваща вражески съдове, плаващи за Европа.
На 4 ноември съвместно с крайцера Dauntless прави преход към Хонконг. От 10 ноември, базиран в този порт, прихваща контрабанда в китайските води. На 28 ноември съпровожда френския лайнер Andre Lebon.
На 9 декември от нидерландски кораб е получено съобщение, че германският параход Burgenland е срещнат на прехода от Кобе и крайцерът съвместно със спомагателния крайцер Moreton Bay се насочва към бреговете на Япония в търсене на вражеския съд. На 17 декември при зареждане от танкера Francol крайцерът се сблъсква с последния и получава повреди. На 27 декември по време на ремонта в дока на Хонконг на крайцера е сменен винт и отремонтиран носът на кораба.
На 3 януари 1940 г. крайцерът се насочва през Александрия в състава на Средиземноморския флот. На 22 януари пристига в Малта, където отново има кратък ремонт. През февруари крайцерът продължава към родните води, влизайки в състава на 18-а ескадра крайцери на Home Fleet.

## В състава наHome Fleet
На 27 март 1940 г. крайцерът е определен за участие в състава на съединение WB, съвместно с разрушителите Hyperion и Hero, в планирано поставяне на минни заграждения при бреговете на Норвегия (Operation Wilfred). На 31 март заедно с разрушителите Fearless и Hostile е изпратен в морето, към бреговете на Норвегия, за прихващане на всички германски съдове, оказали се в дадения район. Допълнително на отряда е поставена задачата да пленяват риболовните траулери на противника и да прикриват своите сили, които трябва да поставят мини. Отрядът оперира при норвежкия бряг до вечерта на 7 април, успявайки да пленят три германски траулера: „Фрисланд“ (247 брт), „Бланкенберг“ (336 брт) и „Нордланд“ (392 брт).

### Норвежката кампания
На 8 април с линейния крайцер Renown (флаг на вицеадмирал Уилям Дж. Уайтуорт) на прикритие на поставянето на минни заграждения, е изпратен от командващия на патрулиране във Вестфьорд, но поради дефицит на гориво получава заповед да се върне в Скапа Флоу. На 10 април при норвежкия бряг е подложен на въздушни атаки.
На 13 април заедно с крайцерите Manchester и Cairo в съпровождение на разрушителите Nubian, Sikh и Somali излиза като сили за прикритие на войсковия конвой NP1, с десантни сили за Норвегия (Operation Rupert/R4). На 14 април заедно с крайцерите Manchester и Cairo в съпровождение на разрушителите Highlander, Vanoc и Whirlwind съпровожда полския лайнер Chobry и лайнера Empress of Australia по време на прехода им към Намсусу (Operation Maurice). По-късно крайната точка е сменена с Lillesjona поради заплахата от въздуха и липсата на разтоварващи средства в залива Намсус. На 15 април войските са прехвърлени на разрушителите за последващ десант там. На 17 април крайцерът пристига в Скапа Флоу, съпровождайки с разрушителите Vanoc и Whirlwind лайнера Empress of Australia.
На 20 април отплава с крайцера Cairo и два френски разрушителя като ескорт на френския войскови транспорт Ville d’Alger по време на заключителния десант в Намсус. На 22 април се връща в Скапа Флоу.
На 24 април отплава от Розайт за доставка на боеприпаси за „Sickle Force“ в Andalsnes и Молде заедно с крайцерите Manchester и York с прикритие от разрушителите Acheron, Arrow и Griffin. Войската и припасите са успешно свалени от „Бирмингам“ и York. На 25 април „Бирмингам“ и Manchester излизат на съвместен патрул в норвежките води. На 26 април „Бирмингам“ потопява германския траулер Schelswig (Schiff 37) плаващ под нидерландски флаг. В хода на последващата операция „Бирмингам“ се сблъсква с разрушителя Arrow.
На 1 май участва в евакуацията на съюзните войски от Andalsnes и Молде. Заедно с крайцерите Manchester и Calcutta, шлюпа Auckland и разрушителите Diana, Delight, Inglefield, Somali и Mashona приема 390 души и ги превозва в Скапа Флоу на 2 май.
На 8 май заедно с крайцерите Manchester и Sheffield е предаден на Командване Нор, за действия в южната част на Северно море. И вече на 9 май крайцерът заедно с разрушителите Janus, Havock, Hereward и Hyperion излиза в морето за действия в района на Little Fisher Bank. При прехода корабите са подложени на удар от въздуха. В същото време разрушителят Kelly по време на боя с германски торпедни катери получава торпедно попадение. Той е взет на буксир от разрушителя Bulldog и поведен към устието на р. Тайн. На 10 май крайцерът заедно с крайцера Sheffield прикрива двата кораба.
На 12 май крайцерът пристига в Харуич и веднага е препратен за поддръжка на нидерландските войски на остров Терсшелинг във връзка със започналото германско настъпление.
От юни до август крайцерът, заедно с крайцерите на 1-ва крайцерска ескадра, се базира в устието на река Хъмбър за патрулиране в Северно море против очакваното германско нахлуване. На 31 август е преведен в Ширнес и заедно с крайцерите Manchester и Southampton, а също и флотилия от разрушители излиза в морето за търсене на силите за нахлуване, които естествено не откриват.

### Ремонт
През септември крайцерът започва ремонт в Ливърпул. В хода на ремонта на крайцера поставят радар Type 286M и така става първият кораб, снабден с подобна РЛС. Освен това на крайцера поставят оборудване за идентификация на самолетите от RAF. Едва на 27 декември 1940 г. крайцерът се връща в състава на флота и влиза в 18-а ескадра крайцери, за действия в северозападните подходи за търсене на вражески рейдери и блокадопробивачи.
На 24 януари помага на крайцера Aurora и Naiad заедно с крайцера Edinburgh и три разрушителя в съпровождането на търговските съдове Elizabeth Burke, Taurus и Tai Shan, отплавали от Гьотеборг заедно с товари, закупени в Швеция (Operation Rubble).
На 9 февруари крайцерът влиза в охраната на войсковия конвой WS6A, плаващ за Близкия изток. Освен „Бирмингам“ в ескорта влизат крайцерът Phoebe и спомагателният крайцер Cathay. Те изпълняват функциите на океански ескорт чак до Фрийтаун. На 15 февруари към конвоя се присъединява линкорът Rodney в съпровождение на разрушителите Eclipse и Electra.
На 17 февруари „Родни“ и ескортът му изоставят конвоя, а за тяхна смяна пристигат линейният крайцер Renown и самолетоносачът Ark Royal. На 21 февруари се присъединява линкорът Malaya. На 1 март конвоят пристига във Фрийтаун. На 6 март „Бирмингам“ заедно с крайцера Phoebe и спомагателния крайцер Cathay излизат от Фрийтаун със секция на конвоя WS6 и на 21 март корабите пристигат в Кейптаун. Там „Бирмингам“ остава за защита на търговското съдоходство в Южна Африка, но още през април крайцерът се връща в Скапа Флоу.
На 6 май крайцерът е вече в качеството на океански ескорт на 1-ва минна ескадра за минно-заградителната операция при Северния бараж (Operation SN9A). На 7 май „Бирмингам“ заедно с крайцерите Edinburgh, Manchester, разрушителят Somali и три други разрушителя се отделя за прихващане на геманския метеорологически съд Мюнхен. Цел на операцията е получаване на шифровъчната машина Енигма, намираща се на борда на кораба. В хода на операцията Мюнхен е потопен, а част от документите и самата машина англичаните успяват да получат преди германският кораб да потъне.
На 19 май излиза заедно с крайцера Manchester на патрулната линия Фарьорски острови – Исландия. На 23 май се обединява с крайцера Arethusa. На 24 май след потопяването на линейния крайцер Hood прикрива възможните пътища за отстъпление на германския линкор Bismarck североизточно от Исландия.

## Флагман на Южноафриканската станция
На 4 юни крайцерът отново е предаден на южноафриканската станция като флагман, за защита на търговското корабоплаване. По пътя е определен за океански ескорт на поредния войскови конвой от Клайд до Дърбан. На 7 юни заедно със спомагателния крайцер Dunottar Castle съпровожда конвоя WS9A. На 14 юни те благополучно пристигат във Фрийтаун. На 20 юни напускат пристанището в посока Кейптаун, пристигайки там на 2 юли. На 5 юли заедно с конвоя се насочват към Дърбан, а на 9 юли е заменен от крайцера Hawkins. На 12 юли излиза за действия по защита на търговското корабоплаване и прихващане на рейдери. През цялата останала година извършва подобни операции в южните морета.
През януари 1942 г. заедно със спомагателния крайцер Asturias се намира при Фолкландските острови за предотвратяване на възможна атака след влизането на Япония във войната.
През февруари крайцерът е в ремонт в Саймънстаун в Южна Африка. В хода на ремонта на кораба поставят 20-mm зенитни автомати, радар за управление на огъня на главния калибър Type 284, а РЛС за надводно наблюдение Type 286M е заменен с подобрената британска разработка Type 291, използваща въртяща се антена вместо неподвижна.
По време на ремонта, през март 1942 г., е преведен в 4-та крайцерска ескадра на Източния флот. През май със завършване на изпитанията заедно с крайцера Newcastle е назначен на служба в Средиземно море и на 25 май през Суец се насочва за Александрия.

## В Средиземно море
На 6 юни крайцерът пристига в Александрия и влиза в състава на 15-а крайцерска ескадра. Още на 11 юни крайцерът участва в операции по доставка на подкрепления на Малта (операция Vigorous). На 15 юни крайцерът пострадва от въздушни атаки. От близки разриви корпусът му получава съществено изкривяване, което предизвиква повреди на куполните установки. На 16 юни корабите се връщат в Александрия, тъй като операцията е отменена поради заплаха от атаки на италианския флот, а също и от продължаващите въздушни атаки.
На 2 юли крайцерът отплава за Kilindini Harbour (Момбаса), за да се върне в състава на Източния флот.

## В Индийския океан
На 18 юли заедно с линкора Warspite, и самолетоносачите Formidable и Illustrious отплава от Килиндини в морето. Това е демонстрация на активизиращите се британски сили в региона. На 21 юли тези кораби се насочват за Коломбо съвместно с крайцера Mauritius, разрушителите Norman, Nizam, Inconstant и нидерландския Van Galen, образувайки Съединение „A“. На 25 юли корабите пристигат в Коломбо и са готови за излизане за прикритие на 3 празни конвоя в Бенгалския залив. Конвоите трябва да имитират десант на Андаманските острови (Operation STAB). Целта на операцията е да се отвлекат японски сили от Соломоновите острови, където скоро предстои операцията по нахлуването на съюзните войски на Гуадалканал. На 2 август операцията е отменена след обявяване от главното командване, за това че целите на операцията са изпълнени. На 11 август крайцерът заедно с минния заградител Manxman се връща в Килиндини.
На 5 септември крайцерът заедно с Източния флот в състав крайцера Gambia, авиотранспорта Albatross разрушителите Express, Fortune, Hostspur и Inconstant и нидерландския крайцер Van Heemskerk с 29-а пехотна бригада (29th Infantry Brigade) на борда се насочва към Махадзанга за операции по превземане на Мадагаскар (Operation Stream). На 10 септември крайцерът прикрива десанта в Махадзанга. От 12 до 15 септември поддържа десанта в Antanarive, а на 18 септември десанта в Тоамасаве.
През периода октомври – ноември се връща към защитата на търговското корабоплаване в Индийския океан. На 24 ноември спасява хората от парахода Tilawa, потопен от японската подводница I-129 при Бомбай. След това до февруари 1943 г. продължава патрулирането в Индийския океан, докато не е назначен за преход до Великобритания.
На 1 март отплава като охрана на конвоя WS26 от Дърбан, съвместно с крайцера Ceres. Корабите се насочват към Аден. На 8 март от конвоя се отделя Ceres, а на 9 март и „Бирмингам“ е заменен от крайцера Hawkins, след което корабът се насочва към Девънпорт. С пристигането му там, през април, крайцерът започва ремонт и модернизация, с планирано последващо връщане в състава на Източния флот. На крайцера поставят РЛС за управление на зенитния огън Type 285, РЛС за въздушно наблюдение Type 281 и система за разпознаване „свой-чужд“. Също радарът Type 291 е заменен с 10-cm радар за наблюдение въздух–повърхност Type 273. С края на ремонта през септември преминава изпитания в Плимът.

### Повреда от торпедо
През октомври е определен за дипломатическа служба в състава на флота на Метрополията, с края на която на 18 ноември 1943 г. през Средиземно море отново се насочва в състава на Източния флот. На 27 ноември крайцерът пристига в Източното Средиземноморие, а на 28 ноември при бреговете на Киренайка, в точката 33°05′ с. ш. 21°43′ и. д. / 33.083333° с. ш. 21.716667° и. д., получава торпедо от германската подводница U-407. В резултат на попадението загиват 29 души, на крайцера са потопени носовите погреби, корабът получава диферент от 8 градуса, а скоростта му пада до 20 възела.
От декември до април 1944 г. крайцерът е във временен ремонт в Александрия за подготовка към предстоящия му преход до САЩ.

### Ремонт в САЩ и последваща модернизация
През месец май крайцерът поема към САЩ, пристигайки на 9 юни в корабостроителницата Navy Yard в Норфолк (Вирджиния). Ремонтът, в хода на който са проведени подготвителните работи за поставяне на допълнителното радиолокационно оборудване, продължава до октомври.
През ноември, след провеждане на изпитанията, крайцерът прави преход до Великобритания за окончателния ремонт в Портсмът. По време на ремонта е поставен радар за управление на зенитния огън Type 282, а също е свалена кърмовата кула „X“ и авиационното въоръжение.

## Отново в британски води
На 14 януари 1945 г. крайцерът влиза в състава на 10-а ескадра крайцери на Home Fleet в Скапа Флоу. През февруари и март в състава на флота излиза в морето за нарушаване на корабоплаването при норвежките брегове.
На 3 април излиза заедно с крайцера Bellona за прикритие на ескортните самолетоносачи Queen, Searcher и Trumpeter в подобна операция, която е отменена заради лоши метеорологични условия. Въпреки това крайцерът продължава патрулирането зад полярния кръг до 12 април.
На 5 май заедно с крайцера Dido и разрушителите Zealous, Zephyr и Zest отплава за Копенхаген, за да приеме капитулацията на германски кораби (Операция Cleaver). На 6 май пристига там и приема капитулацията на германските крайцери Prinz Eugen и Nurnberg. На 13 май е заменен от крайцера Devonshire и се насочва за Скапа Флоу.
На 26 май натоварва в Розайт войски на борда си и се насочва към Тронхайм за оказване на помощ за пленяването на германските войски, които все още не са капитулирали в този район, където пристига на 28 май.
До края на Втората световна война, през юни – август 1945 г. изпълнява задълженията на флагман на 10-а ескадра крайцери до самата капитулация на Япония.

## Коментари
1. ↑  Всички данни се привеждат към 1939 г.